# Diego Ortiz de Zúñiga
 (décembre 2014).
Cet article comprend des extraits de la Biographie universelle ancienne et moderne de Louis-Gabriel Michaud. Il est possible de supprimer cette indication, si le texte reflète le savoir actuel sur ce thème, si les sources sont citées, s'il satisfait aux exigences linguistiques actuelles et s'il ne contient pas de propos qui vont à l'encontre des règles de neutralité de Wikipédia.
Pour les articles homonymes, voir Ortiz, Maison de Zúñiga et Zúñiga.
Diego Ortiz de Zúñiga, historien espagnol, naquit au commencement du XVIIe siècle, à Séville, (1636-1680), d'une des plus anciennes et illustres familles de l'Andalousie. 
Il était chevalier de l'ordre de Saint-Jacques, et remplissait des fonctions de magistrature dans sa ville natale. Ayant le goût de l'étude, il consacra sa vie aux recherches historiques, visita les greffes et les archives de la province, et en tira une foule de documents précieux. Il mourut en 1680. 
Son œuvre Anales eclesiásticos y seculares… de Sevilla demeure l'une des œuvres de référence pour l'histoire de la capitale des Indes tant sur les aspects ecclésiastique que civil, obtenue à partir de documents anciens, de chroniques et d'ouvrages historiques consultés par l'auteur.
Œuvres connues : 
1. Discurso genealogico de los ortizes de Sevilla, Cadix, 1670, in-4. C'est la généalogie de sa famille, établie sur des titres authentiques.
2. Annales ecclesiasticos y seculares de la ciudad de Sevilla que contienen sus mas principales memorias desde el anno de 1246, en que fue conquistada del poder de los Musulmanes, hasta el de ibid., 1677, in-fol. Reed. et complété en 1795-1796 par D. Antonio María Espinosa y Carcel qui étendit la chronique jusqu'à 1700. Il en existe une edition moderne fac-similée parue à Séville en 1988.

## Source
« Diego Ortiz de Zúñiga », dans Louis-Gabriel Michaud, Biographie universelle ancienne et moderne : histoire par ordre alphabétique de la vie publique et privée de tous les hommes avec la collaboration de plus de 300 savants et littérateurs français ou étrangers, 2e édition, 1843-1865 [détail de l’édition]